# 危険物の規制に関する規則
危険物の規制に関する規則（きけんぶつのきせいにかんするきそく、昭和34年9月29日総理府令第55号）は、消防法および危険物の規制に関する政令に基づき危険物の規制について規定した総務省令である。

## 構成
2025年（令和7年）5月15日現在
第1章 総則
第2章 製造所等の許可及び完成検査の申請等
第3章 製造所等の位置、構造及び設備の基準
第4章 消火設備、警報設備及び避難設備の基準
第5章 貯蔵及び取扱いの基準
第6章 運搬及び移送の基準
第6章の2 危険物保安統括管理者
第7章 危険物保安監督者及び危険物取扱者
第8章 危険物施設保安員
第9章 予防規程
第9章の2 保安に関する検査等
第10章 自衛消防組織
第11章 映写室
第12章 雑則
附則

## 沿革
1952年（昭和27年）- 国家公安委員会に国家消防本部を設置
- 国家公安委員会は総理府外局であり、消防についても所管していた。

1959年（昭和34年）- 昭和34年総理府令第55号危険物の規制に関する総理府令として制定
1960年（昭和35年）- 自治庁を改組し自治省設置、国家消防本部を自治省外局の消防庁に改組
- 自治庁設置法の一部を改正する法律の施行に伴う関係総理府令の整理に関する省令[2]第12条により、自治省令となり危険物の規制に関する自治省令と改称。

1965年（昭和40年）- 危険物の規制に関する規則と改称
2001年（平成13年）- 中央省庁再編で自治省は廃止され総務省設置
- 中央省庁等改革関係法施行法[4]第182条により消防法本則にある自治省令は総務省令とされ、同法第1304条第1項および中央省庁等改革のための総務省関係自治省令等の整備に関する省令[5]第17条により総務省令となる。